# GOG.com

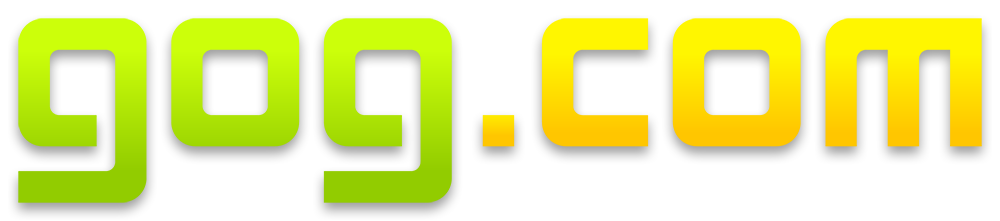
Логотип до 2014

GOG.com (ранее Good Old Games, с англ. — «старые добрые игры») — сервис цифровой дистрибуции компьютерных игр и фильмов без DRM.
GOG Ltd является дочерней компанией CD Projekt, которая находится в Варшаве, Польша. GOG изначально был сконцентрирован на выпуске «классических» игр для Windows без какой-либо защиты, но позже начал продавать и более новые игры и поддерживать macOS и Linux.

## Особенности
Продукты можно приобретать и скачивать онлайн, и все они предоставляются без защиты. Ценовая политика изначально подразумевала две категории игр — за 5 $ и за 10 $. Но с началом продаж более новых игр, а позднее - и поддержкой региональных цен, ценовых категорий появилось намного больше. На отдельные игры или подборки регулярно проводятся скидки, как на выходные и праздники, так и посреди недели.
Пользователям не требуется скачивать какие-либо клиенты или программы для того, чтобы скачивать или обновлять игры, но присутствует опциональный менеджер загрузок, который позволяет автоматизировать закачку и производить проверку правильности скачанных установщиков игр. Все игры можно хранить на любых носителях и скачивать заново неограниченное количество раз. Скачанные игры никак не привязаны к пользовательскому профилю на GOG.com, но юридически всё ещё попадают под пользовательское соглашение.
Для того, чтобы игры нормально работали на новейших версиях операционных систем и аппаратного обеспечения, некоторые игры обновлены и предоставляются с открытыми для использования программами эмуляции и улучшения совместимости вроде ScummVM и DOSBox. Иногда в игры уже встроены дополнительные обновления, созданные не оригинальными разработчиками — например Outcast или Dungeon Keeper 2.
Вместе с самой игрой пользователь также получает бонусные материалы, которые прилагаются к игре и список которых присутствует на странице продукта. Обычно в такие материалы входит саундтрек игры, обои, аватары и руководства. Также на GOG работает полноценная поддержка пользователей на нескольких языках, и есть программа 30-дневной гарантии возврата денег за неработающие продукты. Для пользователей, у которых региональная цена выше цены в США, существует программа «справедливой цены», по которой пользователи получают «переплаченную» сумму обратно в виде кредита на последующие покупки.

## История
26 марта 2009 GOG сообщили о подписании контракта с Ubisoft об издании на сервисе старых игр издателя — это был первый большой контракт для сервиса после изначального договора с Interplay. По контракту, на GOG стали доступны игры, которые не были доступны на других сервисах цифровой дистрибуции. С 27 августа 2014 к каталогу игр на сервисе добавили и отдельный каталог фильмов, которые также доступны без какой-либо защиты. В тот же день сервис сменил дизайн и начал предоставлять несколько новых возможностей, вроде возможности смены местной валюты на доллары США.

### Сообщение о закрытии сервиса
В период с 19 по 22 сентября 2010 г. сайт GOG прекратил работу, оставив только сообщение, что сайт и Twitter сервиса будут закрыты. Представитель сервиса позже заявил, что сайт не закрывается насовсем, а всего лишь временно закрыт из-за грядущих перемен на сервисе. 20 сентября 2010 г. на сайте было опубликовано объяснение, что сайт закрыт по «бизнес- и техническим причинам», что мотивировало игровых журналистов предположить, что сайт закрылся из-за акцента на выпуск игр без DRM.

22 сентября 2010 г. на сайте GOG появилось сообщение, что «закрытие» сайта было всего лишь маркетинговым ходом для акцентирования выхода сервиса из бета-статуса. Руководство сайта, зная о реакциях пользователей на псевдозакрытие, написало: 
Прежде всего, мы бы хотели извиниться перед теми, кого задело закрытие GOG.com и теми, кто чувствует себя обманутым из-за этого. Будучи маленькой компанией без больших бюджетов для маркетинга, мы не хотели пропускать возможности как-то очень громко заявить о появлении новой версии нашего сайта и, что ещё важней, возрождении серии Baldur's Gate!

### Перезапуск
Сайт снова заработал к 23 сентября 2010 с обновлённым дизайном, новыми функциями, о которых сервис сообщил во время онлайн-презентации. Во время презентации один из создателей GOG и CD Projekt Марчин Ивински и генеральный директор Гийом Рамбур оделись в монашеские облачения, чтобы «покаяться за свои грехи». Перезапуск сайта, по мнению Рамбура, был успешным и привел на сайт много новых пользователей, которые до этого не знали о сервисе.
Как и обещалось, после перезапуска на GOG выпустили несколько игр от Black Isle Studios и Bioware, вроде Baldur's Gate, Planescape: Torment и Icewind Dale, которые до этого не были доступны в цифровой дистрибуции из-за конфликтов по лицензии на Dungeons & Dragons игр между Atari, Hasbro и другими компаниями.

### Переименование в GOG.com
27 марта 2012 GOG отбросили старую расшифровку Good old games и начали предлагать на своём сервисе игры ААА-класса и от независимых разработчиков помимо только классических релизов. Сервис стал называться просто GOG.com.

### Поддержка OS X
С октября 2012 на GOG.com появилась поддержка OS X версий игр без защиты. Это включало как и ранее эксклюзивные для Steam OS X версии серии Ведьмак, созданные «родственной» студией CD Projekt RED.

### Гарантия возврата денег
9 декабря 2013 на GOG.com появилась гарантия возврата денег первые 30 дней после покупки продукта, если у пользователя возникают неожиданные неисправимые технические проблемы с игрой.

### Поддержка Linux
GOG.com собирают мнения пользователей в списке желаемого сообщества и одной из самых желаемых вещей с почти 15 000 голосами была поддержка Linux. Изначально представитель GOG заявил, что есть технические и другие проблемы с реализацией такой функции, но сервис очень хотел бы это воплотить в жизнь и давно об этом думает.
18 марта 2014 GOG официально заявили о поддержке платформы Linux, с изначальной поддержкой Ubuntu и Linux Mint к осени 2014.
25 июля 2014 поддержка Linux была добавлена раньше ожидаемого времени с 50 играми, которые были на тот момент совместимы с операционной системой. Некоторые из игр получили поддержку Linux впервые, но большинство уже было ранее доступно для этой ОС на других сервисах цифровой дистрибуции.

### Продажа кино без DRM
27 августа 2014 GOG заявили о запуске нового сервиса — продажи фильмов без DRM. Фильмы можно скачивать без защиты в формате mp4 или же смотреть их прямо в браузере без каких-либо ограничений и привязок к платформам или устройствам. Фильмы доступны в Full HD 1080p, 720p и 576p форматах. Для начала GOG добавили 21-минутный документальный фильм по интернет-культуре и геймингу. Но, по словам Гийома Рамбура, компания сейчас разговаривает с разными крупными студиями и в будущем планирует добавлять самые разнообразные фильмы. К сожалению, многие студии пока не очень хотят рисковать с подходом распространения фильмов без защиты, хоть им и очень нравится идея, и все ждут, пока какая-то из крупных студий примет такое решение первой. Но GOG планируют преодолеть эти препятствия и уже начали работать с разными независимыми режиссёрами и студиями, которые выпускают недокументальное кино.

### Игры на Amiga / Cinemaware
5 сентября 2014 на GOG.com стали продавать старые игры для платформы Amiga от Cinemaware, начав с Defender of the Crown. Это было возможным благодаря собственно написанному Cinemaware эмулятору, который называется «Rocklobster».

### GOG Galaxy
В большом обновлении от CD Projekt RED и GOG в июне 2014 был анонсирован новый опциональный клиент под названием GOG Galaxy. Клиент должен заменить нынешнюю опциональную программу для скачивания игр и добавить огромное количество новых функций, включая возможность удобной сетевой игры с игроками со Steam версии той же игры.
15 октября 2014 началась открытая сетевая бета клиента GOG Galaxy, которая сопровождалась бесплатной раздачей Aliens versus Predator, обновлённой с поддержкой клиента для сетевой игры.
25 апреля 2017 года приложение официально вышло из статуса бета-версии.
В июле 2020 года разработчики официально объявили, что в GOG Galaxy 2.0 появилась официальная интеграция с магазином Epic Games Store (до этого она была только у Xbox Live).

### Disney Interactive / LucasArts
28 октября 2014 на GOG.com были выпущены без защиты классические игры от Disney Interactive / LucasArts, которые давно ожидало сообщество сайта. Изначально было выпущено несколько игр — Star Wars: X-Wing, Star Wars: TIE Fighter, Sam & Max Hit the Road, The Secret of Monkey Island, Indiana Jones and the Fate of Atlantis и Star Wars: Knights of the Old Republic — некоторые из которых до этого не были доступны на сервисах цифровой дистрибуции.

### Запуск локализованных версий сайта
7 ноября 2014 GOG официально запустили поддержку локализированных версий сайтов, начав с французского языка. Появилась возможность менять язык сайта (хоть некоторые его части пока остаются непереведёнными), многие игры получили дополнительные локализации. Под запуск локализированной версии сайта сервис начал французскую распродажу и в день запуска раздавал бесплатную копию Little Big Adventure.
В апреле 2015 года появилась русскоязычная версия сайта GOG.com.

### GOG Connect
С июня 2016 позволяет пользователям GOG.com и Steam импортировать определенные игры из уже приобретенных в Steam, как часть библиотеки GOG.com, позволяя использовать DRM-Free версии и дополнительные материалы. Игры, доступные для импортирования, регулируются издателями и имеют ограниченный срок для добавления в библиотеку. В январе 2023 года цифровая платформа GOG закрыла сервис GOG Connect.

## Позиция на рынке
Поскольку GOG.com, как и многие другие сервисы цифровой дистрибуции, не делает продажи публичными, узнать точную позицию сервиса, по сравнению с другими практически невозможно. Но иногда отдельные разработчики и издатели делают продажи своей игры публичными, из чего можно узнавать некоторые подробности.
В статье 11 ноября 2011 PC Gamer назвал онлайн-продажи Ведьмака 2. По их данным: Direct2Drive, Impulse и Gamersgate вместе продали 10 тыс. копий (4 %), GOG продал 40 тыс. копий (16 %), а Steam за тот же период продал 200 тыс. копий (80 %).
20 февраля 2013 разработчик Defender’s Quest Ларс Дусе назвал продажи своей игры за первые три месяца на 6 разных сервисах цифровой дистрибуции, включая 4 крупных сервиса и 2 способа покупки и скачивания игры напрямую от разработчика. По результатам вышло, что GOG.com был вторым крупным сервисом по продажам, уступая только Steam.
С 1 марта 2022 года сервис временно закрыл возможность покупать игры за рубли.